# Bucaspor
A Bucaspor Törökország İzmir tartományának sportegyesülete, amelynek labdarúgócsapata a török másodosztályban játszik. Az egyesület nevét İzmir azonos nevű mahalléjáról kapta.

## Külső hivatkozások
- Hivatalos honlap (törökül)